# Ella Fitzgerald’s Christmas
Ella Fitzgerald’s Christmas (с англ. — «Рождество Эллы Фицджеральд») — тридцать шестой студийный альбом американской джазовой певицы Эллы Фицджеральд, выпущенный на лейбле Capitol Records в 1967 году под студийным номером Capitol ST 2805. Пластинка представляет собой собрание традиционных рождественских гимнов.
В 2000 году Capitol Records перевыпустили запись в формате CD со студийным номером Capitol 7243-5-27674-2-7.

## Список композиций
| №                   | Название                        | Текст песни         | Музыка               | Длительность |
| ------------------- | ------------------------------- | ------------------- | -------------------- | ------------ |
| 1.                  | «O Holy Night»                  | Джон Салливан Дуайт | Адольф Адан          | 1:47         |
| 2.                  | «It Came Upon a Midnight Clear» | Эдмунд Сирс         | Ричард Сторрс Уиллис | 3:21         |
| 3.                  | «Hark! The Herald Angels Sing»  | Чарльз Уэсли        | Феликс Мендельсон    | 1:49         |
| 4.                  | «Away in a Manger» (Народная)   |                     |                      | 2:12         |
| 5.                  | «Joy to the World»              | Исаак Уоттс         | Лоуэлл Мейсон        | 1:40         |
| 6.                  | «The First Noel»                | Уильям Б. Сэндис    | Уильям Б. Сэндис     | 1:50         |
| 7.                  | «Silent Night»                  | Йозеф Мор           | Франц Ксавьер Грубер | 2:52         |
| Общая длительность: | Общая длительность:             | Общая длительность: | Общая длительность:  | 15:31        |

| №                   | Название                                  | Текст песни                | Музыка                     | Длительность |
| ------------------- | ----------------------------------------- | -------------------------- | -------------------------- | ------------ |
| 8.                  | «O Come All Ye Faithful»                  | Фредерик Оукли             | Джон Фрэнсис Уэйд          | 2:45         |
| 9.                  | «Sleep, My Little Jesus» (Народная)       |                            |                            | 2:17         |
| 10.                 | «Angels We Have Heard on High» (Народная) |                            |                            | 1:45         |
| 11.                 | «O Little Town of Bethlehem»              | Льюис Реднер               | Филип Брукс                | 2:10         |
| 12.                 | «We Three Kings»                          | Джон Генри Хопкинс-младший | Джон Генри Хопкинс-младший | 2:07         |
| 13.                 | «God Rest Ye Merry Gentlemen» (Народная)  |                            |                            | 1:27         |
| Общая длительность: | Общая длительность:                       | Общая длительность:        | Общая длительность:        | 12:31        |

## Участники записи
- Элла Фицджеральд — вокал.
- Ральф Кармайкл — аранжировки, дирижирование.